# Berganuy
Berganuy Es una localidad española perteneciente al municipio de Arén, en la Ribagorza, provincia de Huesca, Aragón.

## Demografía
| Gráfica de evolución demográfica de Berganuy entre 1999 y 2010 |
|                                                                |

## Monumentos
- Iglesia parroquial: del siglo XII y reformada en el XVIII.[2]